# Médiale
La médiale d'une variable aléatoire est la valeur qui partage la masse d'une variable en deux parties de même poids.
Si X est une variable aléatoire de densité f, la médiale est la valeur m telle que :
{\displaystyle \int _{-\infty }^{m}tf(t)\,dt=\int _{m}^{+\infty }tf(t)\,dt}
Cette notion n'est bien définie et n'a d'intérêt que pour une variable aléatoire de signe constant.

## Source/Référence
- Jérome Hubler, Statistique descriptive appliquée à la gestion et à l'économie, éd. Bréal, 2007,  (ISBN 978-2-7495-0660-9) (page 74 sur GoogleBooks)